# Camacho, Minas Gerais
Camacho este un oraș în unitatea federativă Minas Gerais (MG), Brazilia.